# Vyvrtávačka
Vyvrtávačka (někdy podle vodorovného výsuvného vřetene vodorovná vyvrtávačka a odtud slangově horizontka) je obráběcí stroj na přesné obrábění velkých a často nepravidelných obrobků. Řezným nástrojem je obvykle vyvrtávací tyč nebo nůž v lícní desce, může se však pracovat i s běžnými nástroji (vrták, výstružník, závitník atd.). Zvláštním příslušenstvím mohou být otočné hlavy montované na smykadlo nebo na přírubu vřeteníku.

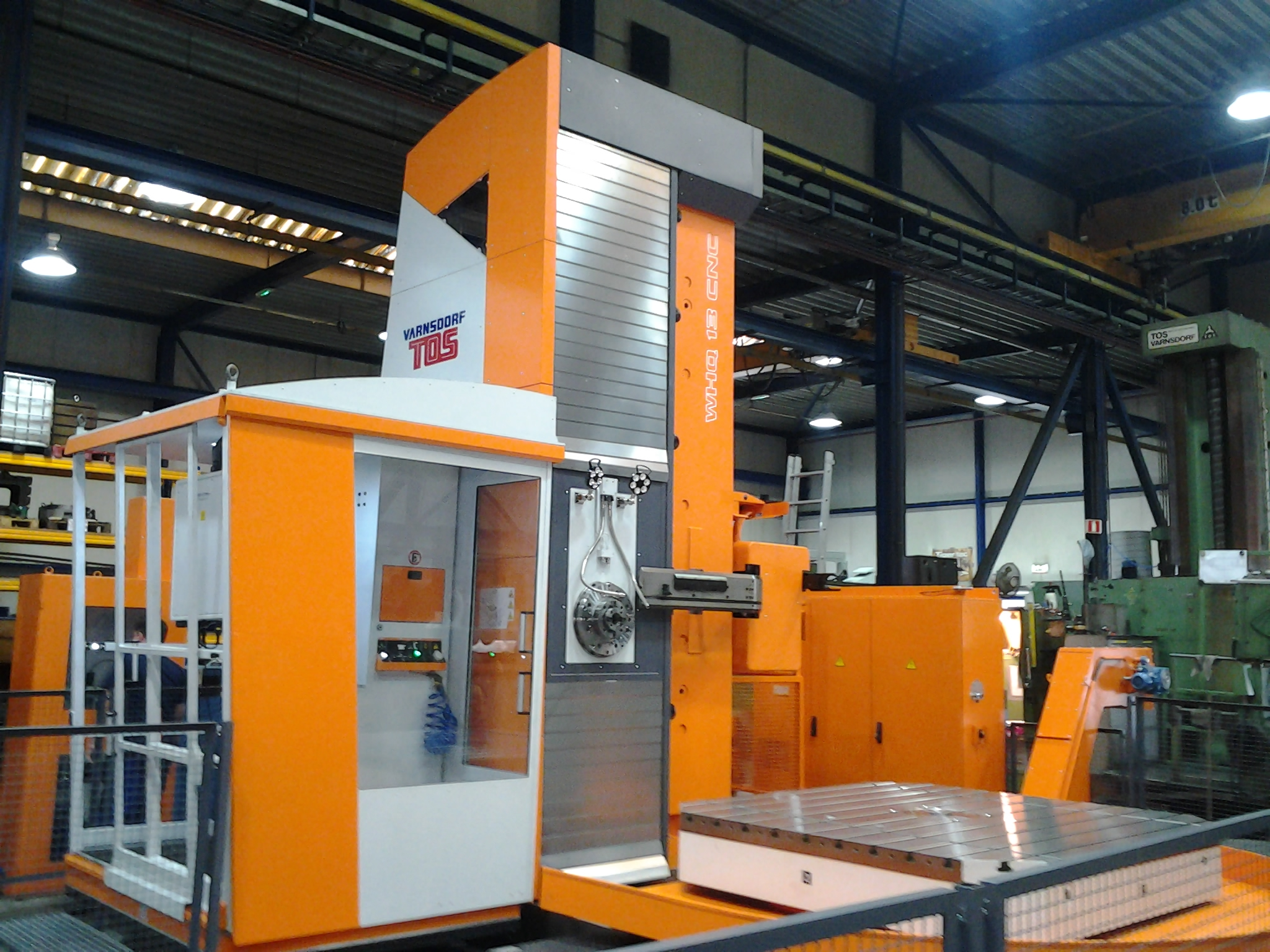
Vyvrtávačka s příčným stolem

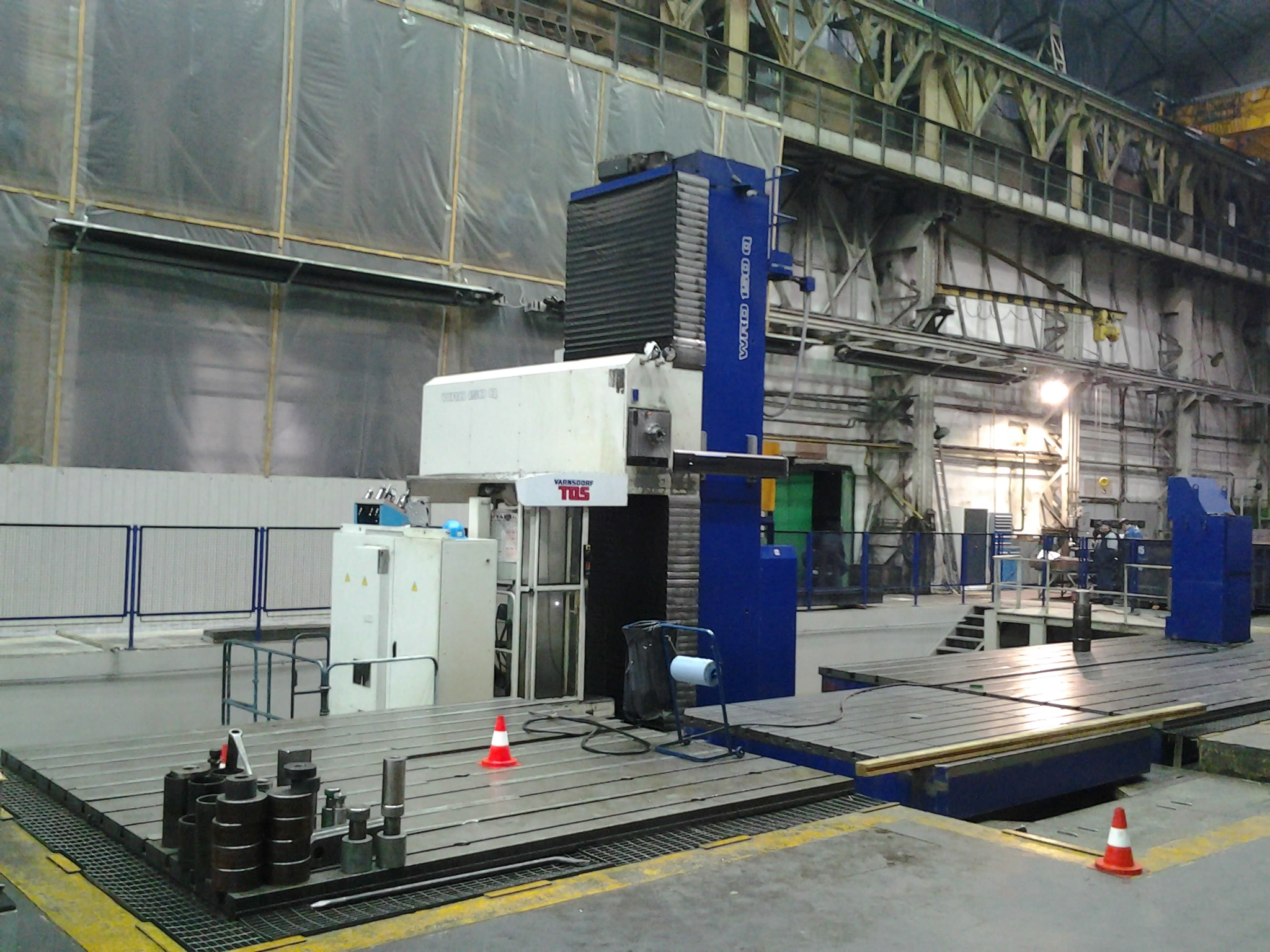
Desková vyvrtávačka

## Popis
Vyvrtávačka se skládá z vřeteníku s výsuvným vřetenem, ze stojanu a stolu.
- Stolová vyvrtávačka má vodorovné lože, po němž se pohybuje otočný stůl s příčným posuvem. Na jednom konci lože je stojan, po němž se svisle posouvá vřeteník, na druhém konci může být posuvná opěrka s ložiskem (luneta) pro vyvrtávací tyče.
- Vyvrtávačka s příčným stolem (někdy i křížová vyvrtávačka), má dvě vodorovná lože spojená do T. Po příčném se pohybuje otočný stůl. Po podélném loži se pohybuje stojan se svisle přestavitelným vřeteníkem.

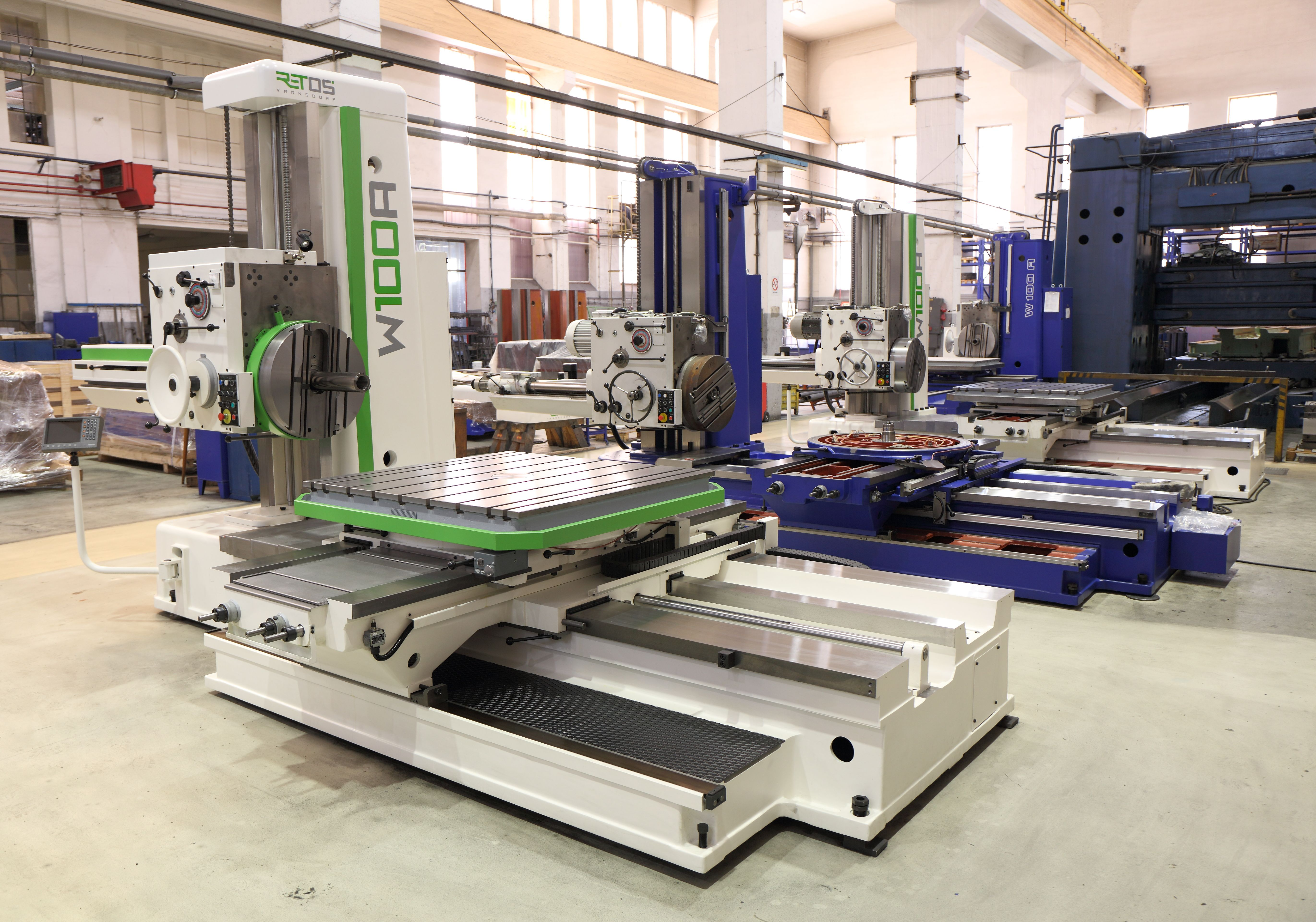
Konvenční stolová vyvrtávačka bez lunety

- Desková vyvrtávačka je určena pro velké obrobky. Má příčné lože po kterém se pohybuje stojan s vřeteníkem a výsuvným smykadlem. Upínací deska je pevně spojena s betonovým základem stroje, takže obrobek se nepohybuje.[1] Jako alternativa resp. doplněk k upínací desce může sloužit otočný stůl.